# Поганки
Пога́нки (лат. Podiceps) — род водоплавающих птиц из семейства поганковых.
Поганки сходны с гагарами, но в отличие от них, у поганок лапы не имеют плавательных перепонок, вместо этого у этих водоплавающих птиц каждый палец оторочен кожистой лопастью.
Поганки отличные пловцы и ныряльщики. Они оставляют воду только на период гнездования, по суше ходят очень мало, как и пингвины. Летают довольно плохо, а поганка Тачановского почти разучилась летать. Оперение поганок является водонепроницаемым, у некоторых видов весной появляются «украшения», составляющие брачный наряд — «воротнички» или «хохолки».
Поганки устраивают свои гнёзда в зарослях камыша, на воде. Гнездо поганок, как плот, может плавать по всему водоёму. В гнезде обычно находится 6—8 одноцветных яиц, которые поганки закидывают растительным мусором, собираясь ненадолго отлучиться от гнезда. Птенцы поганок проводят большую часть времени на спинах своих родителей. Они способны плавать и нырять уже после вылупления, но делают это только в случае опасности. Основная пища поганок — рыба, лягушки и водные насекомые.

## Виды
В состав рода включают 9 видов, один из которых недавно вымер:
- Магелланова поганка (Podiceps major)
- Серощёкая поганка (Podiceps griseigena)
- Большая поганка (Podiceps cristatus)
- Красношейная поганка (Podiceps auritus)
- Черношейная поганка (Podiceps nigricollis)
- † Колумбийская поганка (Podiceps andinus)
- Серебристая поганка (Podiceps occipitalis)
- Поганка Тачановского (Podiceps taczanowskii)
- Чубатая поганка (Podiceps gallardoi)